# Gibraltar Badminton Association
Die Gibraltar Badminton Association ist die oberste nationale administrative Organisation in der Sportart Badminton in Gibraltar. Der Verband wurde am 30. September 1968 gegründet.

## Geschichte
Schon vor Verbandsgründung gab es in Gibraltar Badmintonwettbewerbe. Durch britisches Personal wurden 1958 Gibraltar Command Inter Unit Badminton Cup Tournaments und Gibraltar Command Badminton Championships eingeführt. Nach seiner Gründung wurde der Verband Mitglied in der Badminton World Federation, damals als International Badminton Federation bekannt. 1986 trat man in den kontinentalen Dachverband Badminton Europe, zu der Zeit noch als European Badminton Union firmierend, ein. 1978 starteten die nationalen Titelkämpfe, 1986 die internationalen Titelkämpfe.

## Bedeutende Veranstaltungen, Turniere und Ligen
- Gibraltar International
- Gibraltarische Meisterschaft
- Mannschaftsmeisterschaft
- Juniorenmeisterschaft

## Bedeutende Persönlichkeiten
- Ivan de Haro – Präsident